# Indriķis
Indriķis est un prénom masculin letton apparenté à Henri et pouvant désigner:

## Prénom
- Indriķis Alunāns (lv) (1835-1904), journaliste letton
- Indriķis Blankenburgs (lv) (1887-1944), architecte letton
- Indriķis Greble (lv) (1900-1971), joueur letton de football
- Indriķis Kalniņš (lv) (1895-1968), joueur d'échecs américano-letton
- Indriķis Laube (lv) (1841-1889), écrivain germano-balte
- Indriķis Muižnieks (lv) (né en 1953), biologiste letton
- Indriķis Palēvičs (lv) (1862-1940), professeur et musicien letton
- Indriķis Reinbahs (lv) (1904-1942), joueur letton de hockey sur glace
- Indriķis Segliņš (lv) (1879-?), homme politique letton
- Indriķis Šterns (lv) (1918-2005), historien letton
- Indriķis Strazdiņš (lv) (1886-1942), joueur d'échecs letton
- Indriķis Zeberiņš (lv) (1882-1969), peintre et graphiste letton
- Indriķis Zīle (lv) (1841-1919), chef d'orchestre letton
- Indriķis Zvejnieks (lv) (1879-1919), révolutionnaire letton